# El país de las mariposas
El país de las mariposas es la primera novela de Nerea Riesco, con la que ganó la IX edición del Premio Ateneo Joven de Sevilla. Se trata de una novela histórica, publicada en 2004, que transcurre en el siglo XVI entre España y lo que es el actual México (Nueva España en aquella época). 

## Sinopsis
Un joven soldado del ejército ruso encuentra, durante la Segunda Guerra Mundial entre las llamas de la biblioteca de Berlín, dos libros que cambiarán el curso de su vida gracias a los cuales podrá comenzar a descifrar la compleja escritura de los mayas. Es entonces cuando aparece Mariana Enríquez, una joven noble española, nacida en Medina de Rioseco en 1544, hija del Almirante de Castilla. La joven tiene que viajar al Nuevo Mundo haciéndole a Felipe II la firme promesa de informarle a través de epístolas de todo lo que vea. Ella, que llega con una forma de ver la vida tamizada por el filtro de su rígida educación castellana, va descubriendo poco a poco un mundo mágico en el que se puede ser libre y en el que las cosas son como uno las quiera ver. Página a página Mariana Enríquez va creciendo como persona, comprobará el ensañamiento de los encomenderos con los indios, el lugar sin ley en el que se está convirtiendo la zona por culpa de la distancia física de la metrópoli, el poder, a veces tiránico del cristianismo malentendido... todo ello mientras intenta esquivar la presencia maléfica de su hermano Rodrigo. 

## Los comienzos del periodismo
En la novela, las cartas que Mariana Enríquez escribe a Felipe II, juegan un papel fundamental, no sólo porque en ellas se puede ir descubriendo la evolución del personaje de la joven castellana, sino por la importancia que en aquella época tenían las comunicaciones epistolares. En esos años, los reyes, nobles y, en definitiva, personas que querían estar informados de lo que acontecía en lugares a los que ellos no podían acceder, contaban con la presencia de lo que se dio en llamar: menanti, o lo que es lo mismo, el germen del actual corresponsal. Bajo la evocación de esos primeros "periodistas", nace Mariana Enríquez.

## Yuri V. Knórosov
Yuri Valentinovich Knórosov, es uno de los personajes reales de la novela. Reputado etnólogo y lingüista, nació en Ucrania en 1922 y gracias a sus estudios se ha descubierto la clave para descifrar la escritura del antiguo pueblo maya. Su vida estaba llena de contradicciones, de leyendas que narran situaciones novelescas, como la que cuenta que estudiaba violín en la URSS cuando comenzó la Segunda Guerra Mundial y tuvo que unirse a las tropas como parte de la reserva del Estado Mayor. Así llegó a Berlín y al ver que se incendiaba la Gran Biblioteca, se metió y logró sacar sólo dos libros: Las cosas de Yucatán, de Diego de Landa, en la valiosa edición de Brasseur de Bourboug, y la edición, de Villacorta, de los códices mayas. Esos libros hicieron que dedicara toda su vida al estudio de los mayas. Yuri V. Knórosov, falleció en San Petersburgo el día 31 de marzo de 1999, dejando como legado sus maravillosos descubrimientos y las historias que narran una vida de leyenda. 

## La mariposa monarca
Un gran número de mariposas monarca hiberna en México, concretamente en el sector central del país en el que se halla el parque nacional al que estos invertebrados han dado nombre. Sus migraciones entre el centro de México y el centro-norte de Estados Unidos, aunque extenuantes, las realizan dos veces en sus dos años de vida. Los científicos piensan que el clima montañoso les ofrece una combinación favorable de humedad y temperatura que impide que la mariposa se deseque y ralentice su metabolismo, para así conservar sus reservas de grasa. El viaje más largo registrado en una mariposa monarca adulta marcada fue de 2900 kilómetros. Todos los otoños emigran más de 3.000 km, desde Canadá y el norte de los Estados Unidos hasta Florida, México o California, donde pasan el invierno. Todos los años realizan la misma ruta, descansan en los mismos sitios y se dirigen al mismo árbol. Durante la semi-hibernación invernal, decenas de miles de estos lepidópteros comparten el mismo árbol.
La reserva de la Biosfera Mariposa monarca, área natural protegida de México que se localiza en los municipios de Ocampo, Angangueo, Zitácuaro y Contepec, pertenecientes al estado de Michoacán, y en los de Donato Guerra, Villa de Allende y Temascalcingo, en el estado de México. El clima es templado y húmedo. La vegetación está dominada por bosques de oyamel, a altitudes superiores a los 2900 metros, y pinos y encinos, por debajo de esta altitud. Estos lepidópteros realizan unas migraciones muy largas; un poco antes de que llegue el invierno, a principios de noviembre, emigran desde el sur de Canadá y norte de Estados Unidos hasta la reserva, estableciéndose en los árboles de oyamel, donde hibernan y forman extensas colonias de mariposas. En marzo, al llegar la primavera, migran de vuelta hacia el norte, ahuyentadas por el aumento en la temperatura. 
Los aztecas la reconocieron como Quetzalpapalotl o Mariposa Sagrada. El insecto causó tal impacto que fue objeto de culto. La mariposa era la representación de los héroes y de personas importantes que habían muerto; también lo era de las almas que tienen su casa en el cielo, de los guerreros caídos o de los guerreros sacrificados en la piedra de los sacrificios así como de las mujeres muertas en el parto. Estas almas se transformaban después en colibríes de rico plumaje y en mariposas 
La mariposa fue motivo de estudio, veneración y respeto para los sabios prehispánicos, nombres toponímicos mexicanos como el de Papaloapan ("Río de mariposas"), Papalotepec ("Cerro de las mariposas"), etc. Reflejan la importancia que tenía para ellos este insecto lepidóptero, se conoce una docena de nombres náhuatl con las que las identifican. A ciertas mariposas las asociaban con la belleza, el amor y las flores, en tanto que otras constituían un mal presagio.
Los testimonios de admiración y reverencia que las culturas prehispánicas profesaban a las mariposas son múltiples, basta destacar los frescos y esculturas de las zonas arqueológicas.